# Аванесова, Нона Армаисовна
Нона Армаисовна Аванесова (род. 1 февраля 1941, Баку, Азербайджанская ССР) — узбекистанский археолог, специалист в области изучения эпохи палеометалла  евразийского пояса степей и юга Узбекистана, практикующий полевой археолог. Профессор кафедры археологии Самаркандского университета, приглашённый профессор кафедры теории и истории культуры Самарского государственного института культуры.

## Биография
Окончила исторический факультет Самаркандского университета(1967). В 1968 г. проходила стажировку в Отделе реставрации и консервации Государственного Эрмитажа. В 1969—1974 гг. аспирантка кафедры археологии исторического факультета Ленинградского университета. В 1979 г. защитила там же кандидатскую диссертацию «Проблема истории андроновского культурного единства (по металлическим изделиям)».
С 1984 г. доцент, с 2001 г. профессор. В 1986-1993 гг. заведовала кафедрой. С 2002 г. также заведует археологическим музеем при университете. В 1986-2008 гг. возглавляла Шерабадский археологический отряд Самаркандского университета. В 1999 г. прочитала курс лекций «Археология Средней Азии» в Париже.

## Труды
Автор более 175 научных работ, в том числе: ряд статей в «Encyclopedia of Global Archaeology» // New York, 2013, 2020; 4 учебных пособий: «Эпоха бронзы Средней Азии» и др.; 4 монографий: «Культура пастушеских племен эпохи бронзы Азиатской части СССР» (1991), «Бустон VI — некрополь огнепоклонников доурбанистической Бактрии» и др., в том числе на английском и французском языках, а также учебника «Археология средней Азии: энеолит и бронзовый век» (2020 г.) и ряда учебных пособий.
Её научное наследие включает в себя огромный пласт исторического материала эпохи палеометалла Центральной Азии и культур, сочетающих в себе синтез земледельческих и скотоводческих традиций.